# 桃太郎電鉄ボードゲーム 大どんでん返しの巻
『桃太郎電鉄ボードゲーム 大どんでん返しの巻』（ももたろうでんてつボードゲーム だいどんでんがえしのまき）とは、2012年7月26日にタカラトミーアーツより発売されたボードゲーム。ハドソンのコンピュータボードゲーム「桃太郎電鉄シリーズ」をモチーフとしている。

## 概要
プレイヤーは社長となり、決められた順番でサイコロを振りすごろくのように進んでいく。プラスの駅でお金を得たり、各地の物件を購入していくことで資産をためていき、決められた年数の中で一番多くの資産をためたプレイヤーが勝ちとなるルール。ゲーム盤は表（日本編）裏（世界編）の2種類あり、モードは簡単ラリーモード、貧乏神がいないモード、いつもの桃鉄モードの3種類ある。
キャラクターデザインは土居孝幸が担当している。

## モード
簡単ラリーモード
北海道の稚内からスタートし沖縄の石垣島を目指すモード。世界編の場合はアメリカのボストンからスタートし、南アフリカのケープタウンを目指す。
貧乏神がいないモード
東京からスタートし、毎回変わる目的地を目指す。4月から1年ごとに決算し、1番資産を増やした社長（プレイヤー）が優勝になる。
いつもの桃鉄モード
ゲームの基本は、貧乏神がいないモードと同じだが、このモードは、目的地から1番遠くにいた社長（プレイヤー）に貧乏神がつく。
貧乏神から逃げたり、擦り付けたりしながら、目的地を目指すルール。

### マスイベント
青マス…ルーレットを回し、止まったキャッシュゾーンの金額がもらえる。
赤マス…ルーレットを回し、出た金額を払う。
黄マス…イベントカード置き場から1枚カードを引く。